# Honolulu
Honolulu – stolica i największe miasto amerykańskiego stanu Hawaje, położone w hrabstwie Honolulu na wyspie Oʻahu, port morski.
W 2020 liczyło 343 302 mieszkańców, z czego ponad połowa była pochodzenia azjatyckiego. Region metropolitalny (hrabstwo) Honolulu obejmuje całą wyspę i ma ok. 1 mln mieszkańców. Miasto zostało założone w 1816 i od 1845 było  stolicą Królestwa Hawajów. Obecnie jest to ważny ośrodek turystyczny (słynna plaża Waikīkī). W pobliżu znajduje się znana baza wojskowa Pearl Harbor.

## Historia
Z przekazów ustnych i wykopalisk archeologicznych wynika, że pierwszymi osadnikami, którzy założyli swoje kolonie w miejscu dzisiejszego Honolulu, byli polinezyjscy żeglarze. Już w XII wieku istniała tam osada. W bitwie o Nuʻuanu Kamehameha I zdobył Oʻahu i w 1804 przeniósł swój dwór królewski z Dużej Wyspy na Waikīkī, a pięć lat później do centrum Honolulu.
W 1795 angielski kapitan William Brown, jako pierwszy Europejczyk, wpłynął do miejsca, w którym dziś znajduje się port. Wraz z kolejnymi przybijającymi statkami utworzono tam punkt handlowy, skupiający kupców podróżujących między Ameryką Północną a Azją.
W 1845 Kamehameha III przeniósł stolicę Królestwa Hawajów z Lāhainy do Honolulu. Zarówno on, jak i jego następcy, zaczęli przekształcać miasto w nowoczesną stolicę, wznosząc wiele ważnych budynków, jak katedra Św. Andrzeja czy pałac ʻIolani. Równocześnie miasto stało się najważniejszym punktem handlowym na Hawajach, głównie za sprawą potomków amerykańskich misjonarzy, którzy zakładali najważniejsze przedsiębiorstwa w centrum Honolulu.
Pomimo burzliwego okresu, jakim był przełom XIX i XX wieku (obalenie hawajskiej monarchii, aneksja przez Stany Zjednoczone i atak Japończyków na Pearl Harbor), miasto utrzymało status stolicy, pozostało też najważniejszym portem morskim i lotniczym na Hawajach.
Współczesne Honolulu to nowoczesne miasto z licznymi wieżowcami, rozbudowaną infrastrukturą turystyczną, edukacyjną i społeczną. Ekonomiczny i turystyczny rozkwit spowodował szybki wzrost gospodarczy nie tylko w Honolulu, ale i na całych Hawajach. Dzięki nowoczesnej komunikacji powietrznej wyspy co roku odwiedzają miliony gości.

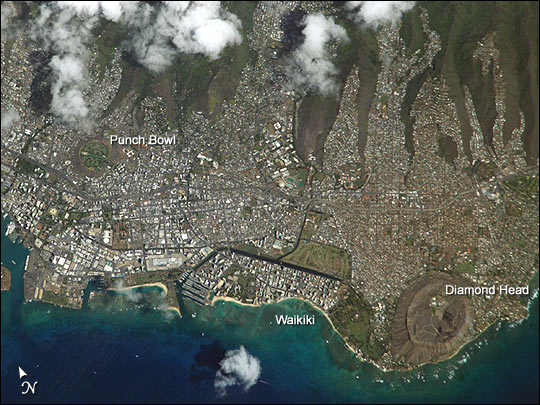
Zdjęcie satelitarne Honolulu

## Klimat
Honolulu leży w strefie klimatu tropikalnego, na pograniczu półpustynnego, z całorocznym okresem z letnimi temperaturami. 
| Miesiąc                                         | Sty  | Lut  | Mar  | Kwi  | Maj  | Cze  | Lip  | Sie  | Wrz  | Paź  | Lis  | Gru  | Roczna |
| ----------------------------------------------- | ---- | ---- | ---- | ---- | ---- | ---- | ---- | ---- | ---- | ---- | ---- | ---- | ------ |
| Średnie temperatury w dzień [°C]                | 26.7 | 26.8 | 27.3 | 28.2 | 29.2 | 30.6 | 31.1 | 31.5 | 31.4 | 30.4 | 28.8 | 27.3 | 29,1   |
| Średnie dobowe temperatury [°C]                 | 22.9 | 22.8 | 23.6 | 24.5 | 25.4 | 26.8 | 27.3 | 27.7 | 27.5 | 26.7 | 25.3 | 23.8 | 25,3   |
| Średnie temperatury w nocy [°C]                 | 19.1 | 18.9 | 19.8 | 20.8 | 21.6 | 23.0 | 23.6 | 23.9 | 23.6 | 23.0 | 21.9 | 20.2 | 21,6   |
| Opady [mm]                                      | 58.7 | 50.5 | 51.3 | 16.0 | 15.7 | 6.6  | 13.0 | 14.2 | 17.8 | 46.7 | 61.5 | 82.3 | 434,3  |
| Średnia liczba dni deszczowych                  | 8.5  | 7.4  | 8.8  | 7.5  | 5.8  | 6.7  | 7.1  | 5.6  | 6.9  | 7.6  | 8.8  | 9.7  | 89,4   |
| Wilgotność [%]                                  | 73.3 | 70.8 | 68.8 | 67.3 | 66.1 | 64.4 | 64.6 | 64.1 | 65.5 | 67.5 | 70.4 | 72.4 | 67,9   |
| Średnie usłonecznienie [h]                      | 214  | 213  | 259  | 252  | 281  | 286  | 306  | 303  | 279  | 244  | 201  | 200  | 3036   |
| Źródło: World Meteorological Organization, NOAA |      |      |      |      |      |      |      |      |      |      |      |      |        |

## Transport
- port lotniczy Honolulu

## Współpraca
Miejscowości partnerskie:

- Baguio (Filipiny)
- Baku (Azerbejdżan)
- Bruyères (Francja)
- Cebu City (Filipiny)
- Caracas (Wenezuela)
- Candon, Filipiny
- Funchal (Portugalia)
- Hajnan (Chiny)
- Hiroszima (Japonia)
- Huế (Wietnam)
- Inczon (Korea Południowa)
- Kaohsiung (Tajwan)
- Laoag (Filipiny)
- Majuro (Wyspy Marshalla)
- Manila (Filipiny)
- Mombasa (Kenia)
- Mumbaj (Indie)
- Naha (Japonia)
- Qinhuangdao (Chiny)
- Rabat (Maroko)
- San Juan (Portoryko)
- Seul (Korea Południowa)
- Sintra (Portugalia)
- Tokio (Japonia)
- Tremelo (Belgia)
- Uwajima (Japonia)
- Vigan (Filipiny)
- Zhongshan (Chiny)